# 이문재 (정치인)
이문재(李文在, 1933년 7월 8일 ~ )는 대한민국의 정치인이다. 민선 중랑구청장을 역임했다.

## 학력
- 서울대학교 법과대학 법학 학사

## 경력
- 서울특별시청 인사과장
- 제2대 서울특별시 은평구청장 (관선)
- 제3대 서울특별시 강서구청장 (관선)
- 제26대 서울특별시 용산구청장 (관선)
- 서울특별시지하철공사 총무이사
- 초대 서울특별시 중랑구청장 (관선)
- 제8대 서울특별시 강동구청장 (관선)
- 제11대 서울특별시 동작구청장 (관선)
- 제4대 서울특별시 중랑구청장 (민선 1기)

## 역대 선거 결과
|  | 45.46% |

|  | 47.47% |

## 같이 보기
- 은평구청장
- 서울 강서구청장
- 용산구청장
- 강동구청장
- 동작구청장
- 중랑구청장